# Radim Nyč
Radim Nyč (né le 11 avril 1966) est un ancien fondeur tchèque.

## Palmarès

### Jeux olympiques
| Épreuve / Édition | Calgary 1988 | Albertville 1992 |
| 10 km             |              | 33e              |
| 25 km Poursuite   |              | 25e              |
| 30 km             | 25e          |                  |
| 50 km             | 20e          | 6e               |
| 4 × 10 km         | Bronze       | 7e               |

### Championnats du monde
| Épreuve / Édition | Lahti 1989 | Falun 1993 |
| 15 km             | 13e        |            |
| 50 km             |            | 28e        |
| 4 × 10 km         | Bronze     |            |

### Coupe du monde
- Meilleur classement final: 23e en 1989 et 1992.
- Meilleur résultat: 6e.